# Duemilaminuti
Duemilaminuti è un singolo della cantante italiana Mara Sattei, pubblicato l'8 febbraio 2023. Il brano è stato presentato durante la prima serata del Festival di Sanremo 2023.

## Descrizione
Il brano è stato scritto dal fratello della cantante Thasup, Enrico Brun, e Damiano David, cantante dei Måneskin. La cantante ha raccontato il processo creativo e la scelta di interpretare un brano non scritto da lei, diversamente dai brani contenuti nell'album di debutto Universo:
(Mara Sattei)

## Accoglienza
Duemilaminuti ha ricevuto recensioni miste da parte della critica specializzata, non trovando convincente la scrittura e interpretazione del brano.
La rivista Rolling Stone Italia, riguardo ai brani presentati durante la prima serata del Festival di Sanremo, ha assegnato un punteggio pari a 5 su 10, scrivendo che la cantante sembri una «interprete vecchio stile senza la classe delle grandi», con una canzone definita «insipida»; secondo il recensore della rivista Filippo Ferrari, Duemilaminuti si concentra sul tema «dell'amore tossico, i lividi, una relazione pesante».
Gianni Sibilla di Rockol definisce la canzone «molto classica ed efficace», anche se «un po’ già sentita» al Festival, riscontrando che si senta molto la mano nella scrittura di Damiano David. Anche Mattia Marzi si sofferma sugli autori, scrivendo che «di rock e e trap non c’è nulla: il brano è una ballata classica», assegnando un punteggio di 6 su 10. Francesco Prisco de Il Sole 24 Ore, il quale afferma che musicalmente la canzone sia un «pop efficace vestito di urban»
Fabio Fiume di All Music Italia sottolinea che avrebbe «tolto un po' di pomposità», descrivendo il testo del brano con «accelerazioni improvvise, pieno di parole, molte mangiate» difficilmente interpretato dalla cantante. Andrea Conti de Il Fatto Quotidiano ha spiegato che si tratta di una canzone «pulita» e «nella sua semplicità profonda», con un testo che affronta «una riflessione sincera sul perché possa finire una storia d’amore». Valentina Colosimo di Vanity Fair scrive che da «una cantante di 27 anni ci si aspettava più freschezza», sebbene il brano sia in linea con le canzoni sanremesi che parla di «un amore finito, forse malato».

## Video musicale
Il video, diretto da Davide Vicari, è stato pubblicato in concomitanza del lancio del singolo sul canale YouTube della cantante.

## Tracce
Testi e musiche di Damiano David, Davide Mattei ed Enrico Brun.
1. Duemilaminuti – 3:44

## Classifiche

### Classifiche settimanali
| Classifica (2023) | Posizione massima |
| ----------------- | ----------------- |
| Italia            | 10                |

### Classifiche di fine anno
| Classifica (2023) | Posizione |
| ----------------- | --------- |
| Italia            | 43        |